# Mirko Tedeschi (1987)
Mirko Tedeschi (Gallarate, 17 december 1987) is een Italiaans wielrenner die in 2014 reed voor Team Idea. Eerder liep hij stage bij zowel CarmioOro NGC als Lampre-ISD.

## Overwinningen
2013
GP Industria Commercio Artigianato-Botticino
Trofeo MP Filtri
2014
Bergklassement Internationale Wielerweek

## Ploegen
- 2010 –  CarmioOro NGC (stagiair vanaf 1-8)
- 2011 –  Lampre-ISD (stagiair vanaf 1-8)
- 2014 –  Team Idea